# George Saitoti
George Saitoti (?, 3 de agosto de 1945 - Nairobi, 10 de junio de 2012) fue un político, economista, matemático y empresario keniano en la que fue el 6.º y 7.ºvicepresidente y también era candidato presidencial en las elecciones previstas para marzo del año 2013.
Perteneciente al partido Unión Nacional Africana de Kenia (UNAK). Fue presidente de los Estados de África, del Caribe y del Pacífico (ACP) entre 1999-2000, participaron en el Fondo Monetario Internacional (FMI).

## Muerte
Murió a la edad de 66 años en un accidente aéreo en Nairobi, la capital del Kenia.